# Po šoli (Waldmüller)
Po šoli je slika v olju na lesu nemškega slikarja in obdobja bidermajer Ferdinanda Georga Waldmüllerja.
Sodobnik Eduard Melly (v: Kunstblatt, dodatek k Sonntags-Blätter, 2. letnik, 1843, št. 20, str. 475) je zapisal: »Vse žalosti in veselja šolske učilnice, vse njene majhne strasti in spletke, draženje in zloba, njena ljubezen in sovraštvo – so na tej sliki upodobljene z resnico, ljubeznijo, razumevanjem in celovitostjo, ki jo je treba imenovati resnično neprekosljivo«.
Ferdinand Georg Waldmüller se je od 1840-ih vse bolj zanimal za realistično upodobljene žanrske prizore. Včasih je navdih iskal v gledališču. V tej kompoziciji, bogati z liki, se iz šolske stavbe po pouku zgrinja množica skoraj tridesetih otrok na namišljeno odrsko klančino. Pri ozkih, temnih vratih stoji vaški učitelj in poziva k miru, otroci pa mu morajo ob odhodu poljubiti roko. V zadnjih vrstah je gosta množica. Na levi strani starec s prijaznim nasmehom opazuje živahno dogajanje. Umetnik predstavlja široko paleto čustev, od agresije do nežnosti, navdušenja do razočaranja, in ponuja gledalcu ponuja obilo možnosti za notranjo empatijo. Waldmüllerjevo mojstrstvo se kaže v diferencirani karakterizaciji posameznih osebnosti, vznemirljivih barvnih tonih in izjemno jasnem bližnjem pogledu na vsako podrobnost. 
Ustvaril je več, deloma različnih različic uspešnega dela (Puškinov muzej, Moskva; zasebna zbirka).

## Vir
- Alte Nationalgalerie Berlin